# Te Strake
Te Strake was de algemene benaming van een voormalig Nederlands tricotagebedrijf met deels gelijktijdig daarnaast een metaalbehandelingsbedrijf en een machinebouwonderneming die achtereenvolgens te Venlo, Asten en Deurne gevestigd was.

## Tricotage
In 1927 verplaatste Lambertus te Strake zijn met zijn compagnon H J W Verkouteren hun in 1922 opgerichte Tricotagefabriek Te Strake en Verkouteren van Venlo naar een leegstaand fabrieksgebouw in  Asten. Het bedrijf was, mede dankzij uitgebreide reclameactiviteiten (waaronder in 1937 een Verkoopcentrale te Amsterdam), succesvol met tricotonderkleding onder de merknaam Novana. In 1935 brandde een deel van het bedrijfscomplex af, er waren toen ruim 150 personen, merendeels vrouwen, werkzaam. Nog hetzelfde jaar vond nieuwbouw plaats, onder architectuur van het Enschedese ingenieursbureau Beltman. In 1936 werd de onderneming omgezet in een nv, met een maatschappelijk kapitaal van f 500.000 (waarvan 300.000 volgestort). Na de oorlog werd de tricotfabriek onder de naam L te Strake voortgezet, kompaan Verkouteren werd vanwege zijn gedrag tijdens de bezetting per 1 december 1947 ontheven van zijn functie. Een opbloei leidde tot een filiaal in Bakel (1956-1975). Naast de merknaam Novana kwamen nog Grandiosa en Dotje Dons. Maar ook Te Strake ontkwam niet aan de teruggang en fusiedrang: per 1970 werd het overgenomen door L. ten Cate

## Machinebouw
Bij het tricotbedrijf behoorde een uitgebreide onderhoudsafdeling. Deze machinefabriek in de dop nam na 1944 steeds meer eigen projecten op basis van eigen vindingen ter hand. In 1950 opende de in 1947 opgerichte N.V. Machinefabriek L. te Strake (waarin de AKU een meerderheidsaandeel had) een eigen onderkomen op het nieuwe bedrijventerrein Grote Bottel in Deurne, op het adres Industrieweg 7. De tricotfabriek ging verder onder de naam Novana Tricotfabriek L. te Strake. De machinefabriek vervaardigde in de beginjaren voornamelijk relatief eenvoudige textielmachines als garenremmen, scheerramen en scheermachines, spanningsmeters voor kettingdraden en klinkstel voor weefgetouwen. Omstreeks 1955 kwam hier een aparte afdeling voor oppervlaktebehandeling (staalharderij met nitreerzoutbaden) en een metallografisch laboratorium bij, dat ook voor derden werkte. 
Het bedrijf, inmiddels een belangrijk toeleveringsbedrijf voor de textielmachine-industrie, werd daarbij verplaatst naar het bedrijventerrein Kranenmortel. Vanaf 1967 werd mede dankzij een forse subsidie van de rijksoverheid (6 van de 40 mljn) een luchtweefmachine ontwikkeld waarvan men in 1971 in een nieuw assemblagebedrijf met de seriematige montage startte. In 1973 verkreeg de Zwitserse weefmachinebouwer Rüti een meerderheidsbelang van 52% en ging de onderneming verder onder de naam Rüti te Strake. De samenwerking was de eerste jaren intensief, zo vervaardigde men in Deurne waterstraalweefmachines die bij Rüti waren ontwikkeld. Vervolgens besloot Rüti - die alleeneigenaar werd - de eindmontage naar Zwitserland over te brengen, wat onder meer in 1977 tot Kamervragen leidde. Te Strake concentreerde zich vanaf 1977 op het inslagmechanisme. Een grote order voor de luchtweefmachines in 1982 werd overgenomen door de nieuwe eigenaar van Rüti, Sulzer, het Deurnese bedrijf ging verder onder de bestaande naam Rüti-Te Strake. Medio 1988 werd duidelijk dat Sulzer Rüti op de markt van luchtweefmachines steeds meer concurrentie kreeg en de productie op termijn ging stopzetten. Te Strake moest andere afnemers en afzetmarkten op zoeken, de omschakeling ging gepaard met een personeelsterugloop van 270 naar 235 in 1988. Nieuwe producten als aandrijvingen voor SMD-machines van Philips, verfmixers voor Stork Brabant en kunstheupen voor Sulzermedica volgden naast thuistankers voor LPG-auto's. Daarnaast ook leveringen van het luchtweefsysteem waarvoor Te Strake nog een leveringscontract met het Belgische Picanol verwierf, maar nieuwe orders vanwege kennisbescherming problematisch waren. 

## Zelfstandig
Dit leidde in 1992 tot een overname middels management buy out door de investeerder Kees Halkes, sinds 1982 algemeen directeur. Hij werd vrijwel direct geconfronteerd met een grote bedrijfsbrand, 5/6 januari 1993, schade circa f 20 miljoen. In maart 1993 werd de producent van spoelmachines Cezoma (belang van 75%) overgenomen.  In 2002 werd Te Strake opgesplitst in meerdere onderdelen of business units. Het toeleveringsbedrijf voor de textielindustrie werd daarbij overgenomen door Picanol, onder de naam Te Strake Textile. In 2009 sloot Picanol de Deurnese vestiging, wat ontslag voor de overgebleven 34 werknemers betekende. Het voormalige fabriekspand met kantoor en de kenmerkende sheddaken is, ondanks het feit dat het een van de oudste bewaard gebleven modern-industriële panden van Deurne was, in 2017 gesloopt. Het engineering bedrijf Te Strake B.V. fuseerde in 2005 met Nebato tot de NTS-Group. Het andere onderdeel Te Strake surface technology bleef een zelfstandige onderneming met als eigenaar Kees Halkes. Sinds 2016 gaat het verder als Aalberts surface technologies Deurne in een nieuwgebouwd bedrijfspand aan de Vuurijzer.

## Grondlegger
Lambertus (Bertus) te Strake (Winterswijk, 13 oktober 1894 – Veldhoven, 10 september 1991) was een Nederlands industrieel. Hij kwam via Arnhem en Venlo in 1927 in Deurne te wonen op Stationslaan 8, in het vroegere woonhuis Nicopola van burgemeester Klaas Laan, dat hij hernoemde tot Gelria, naar zijn geboortestreek. Het staat in een lommerrijke laan nabij het station met veel rijksmonumenten, maar geniet die bescherming zelf niet. Te Strake was de overbuurman van Anna Terruwe. Te Strake was gehuwd met Driesje Johanna Beekman (1897-1985); in 1924 werd te Arnhem zoon Henry Jan geboren. Hij was de grootvader van Annemarie Penn-te Strake.